# Kaarlo Oksanen
Kaarlo Oksanen (11 gennaio 1909 – 14 ottobre 1941) è stato un calciatore finlandese, di ruolo difensore.

## Palmarès

### Club

#### Competizioni nazionali
- Campionato finlandese: 3

HPS: 1929, 1932, 1934